# Love Live! 虹咲學園學園偶像同好會
《Love Live! 虹咲學園學園偶像同好會》，是以虹咲學園學園偶像同好會爲主角、日昇製作的改编電視動畫，也是Love Live!動畫系列「第三作」，第1期於2020年10月至12月播出，第2期於2022年4月至6月播出；短篇虹咲四格於2023年1月至3月播出；續篇OVA於2023年6月23日上映、8月30日公開發售BD；虹咲四格第二期於2024年4月至6月播出；完結篇劇場版三部曲當中的第一章於2024年9月6日上映、第二章將於2025年11月7日上映。

## 故事情節
在校風自由的人氣高中虹咲學園（原型為東京國際展示場），因學園偶像魅力而心動的普通科二年級生高咲侑，在與兒時玩伴上原步夢一起敲了虹咲學園學園偶像同好會社團大門的那一刻起，正式踏入學園偶像這個廣大的世界，並與那些夥伴兼勁敵的朋友們一起追逐夢想。

## 登場人物
高咲侑（聲：矢野妃菜喜）
上原步夢（聲：大西亞玖璃）
中須霞（聲：相良茉優）
櫻坂雫（聲：前田佳織里）
朝香果林（聲：久保田未夢）

宮下愛（聲：村上奈津實）
近江彼方（聲：鬼頭明里）
優木雪菜（聲：楠木燈→林鼓子）

艾瑪·薇蒂（聲：指出毬亞）
天王寺璃奈（聲：田中千惠美）
三船栞子（聲：小泉萌香）
米雅·泰勒（聲：內田秀）
鐘嵐珠（聲：法元明菜）

## 製作人員

### 第1期、第2期
- 原作：矢立肇
- 原案：公野櫻子
- 監督：河村智之
- 助監督：堀内勇冶（第二季）
- 系列構成：田中仁
- 人物设定：橫田拓己
- 設計工作、ED原畫：Mebachi
- 主要原畫師：松本元氣（第二季）
- 美術監督：西倉力（第一季） → 河合泰利（第二季）
- 道具設計：片岡一巳（第一季）
- 概念藝術：Yuro（第二季）
- 色彩設計：赤間三佐子
- CG監督：飯沼佑樹（第一季） → 黑崎豪（第二季）
- 攝影監督：杉山大樹
- 編輯：小口理菜
- 音響監督：長崎行男
- 音樂製作人：武澤由佳子
- 音樂：遠藤直樹
- 音樂製作：Lantis、日昇音樂
- 企畫製作人：若林悠紀（第一季） → 若林悠紀、槙本裕紀、諏訪浩樹、宮崎智保（第二季）
- 製作人：大塚大、小田誠
- 動畫製作：日昇
- 製作：2020 Project Love Live! 虹咲學園學園偶像同好會（日昇、萬代南夢宮藝術、武士道、KADOKAWA） → 2022 Project Love Live! 虹咲學園學園偶像同好會（万代南梦宫影像制作、万代南梦宫Music Live、武士道、KADOKAWA）

### 虹咲四格、虹咲四格2
- 原作：矢立肇
- 原案：公野櫻子
- 漫畫：ミヤコヒト
- 監督：ほりうちゆうや
- CG監督：辰口智樹
- 美術監督：林竜太
- 色彩設計：赤間三佐子
- 攝影監督：石山智之
- 編輯：小口理菜
- 音響監督：長崎行男
- 音樂製作人：武澤由佳子
- 音樂：遠藤直樹
- 音樂製作：Lantis
- 企畫製作人： 若林悠紀、槙本裕紀、諏訪浩樹、依田悠里香（虹咲四格）→ 若林悠紀（虹咲四格2）
- 製作人：大塚大、小田誠
- 動畫製作：日昇
- 製作：Project Love Live! 虹咲四格動畫 → Project Love Live! 虹咲四格動畫2（万代南梦宫影像制作、万代南梦宫Music Live、武士道、KADOKAWA）

### 电影 LoveLive! 虹咲学园学园偶像同好会 完结篇 第1章
- 导演：河村智之
- 剧本：田中仁

## 剧中歌曲
如無特別標明，凡指虹咲學園學園偶像同好會皆包括以下成員：
第1期 - 上原步夢（大西亞玖璃）、中須霞（相良茉優）、櫻坂雫（前田佳織里）、朝香果林（久保田未夢）、宮下愛（村上奈津實）、 近江彼方（鬼頭明里）、優木雪菜（楠木灯）、艾瑪·薇蒂（指出毬亞）、天王寺璃奈（田中千惠美）。
第2期 - 上原步夢（大西亞玖璃）、中須霞（相良茉優）、櫻坂雫（前田佳織里）、朝香果林（久保田未夢）、宮下愛（村上奈津實）、 近江彼方（鬼頭明里）、優木雪菜（楠木灯）、艾瑪·薇蒂（指出毬亞）、天王寺璃奈（田中千惠美）、三船栞子（小泉萌香）、 米雅·泰勒（內田秀）、鐘嵐珠（法元明菜）
虹咲四格、虹咲四格 2 - 上原步夢（大西亞玖璃）、中須霞（相良茉優）、櫻坂雫（前田佳織里）、朝香果林（久保田未夢）、宮下愛（村上奈津實）、 近江彼方（鬼頭明里）、優木雪菜（楠木灯→林鼓子）、艾瑪·薇蒂（指出毬亞）、天王寺璃奈（田中千惠美）、三船栞子（小泉萌香）、 米雅·泰勒（內田秀）、鐘嵐珠（法元明菜）、高咲侑（矢野妃菜喜）
OVA、劇場版完結篇第1章- 上原步夢（大西亞玖璃）、中須霞（相良茉優）、櫻坂雫（前田佳織里）、朝香果林（久保田未夢）、宮下愛（村上奈津實）、 近江彼方（鬼頭明里）、優木雪菜（林鼓子）、艾瑪·薇蒂（指出毬亞）、天王寺璃奈（田中千惠美）、三船栞子（小泉萌香）、 米雅·泰勒（內田秀）、鐘嵐珠（法元明菜）

歌曲括號中的中文翻譯僅供參考，並非官方翻譯。
若无特别标注，本节所有歌曲的作词者均为Ayaka Miyake；全體歌曲演唱陣容則以原曲首次公開發表時為準。

### 主题曲
| 第1期 片頭曲虹色Passions！ 作曲、編曲：Keisuke Koyama 歌：虹咲學園學園偶像同好會 片尾曲NEO SKY, NEO MAP! 作詞：畑亞貴；作曲：小高光太郎、UiNA；編曲：小高光太郎、谷直樹 歌：虹咲學園學園偶像同好會 第2期 片頭曲Colorful Dreams! Colorful Smiles! 作曲：要田健、Carlos K.；編曲：要田健、tasuku 歌：虹咲學園學園偶像同好會 片尾曲夢想都是我們的太陽（） 作詞：畑亞貴；作曲、編曲：新田目駿(HANO) 歌：虹咲學園學園偶像同好會 虹咲四格 片尾曲What You Gonna Do（） 作詞、作曲、編曲：OVECHIKA、野口大志 歌：虹咲學園學園偶像同好會 | OVA 片尾曲SINGING, DREAMING, NOW! 作詞：畑亞貴；作曲、編曲：Carlos K.、今川トモミチ 歌：虹咲學園學園偶像同好會 片尾工作人員名單曲Wawawa☆What's up! 作曲、編曲：Keisuke Koyama 歌：虹咲學園學園偶像同好會 虹咲四格 2 片尾曲虹咲學園校歌（Rock Ver.）（） 作詞：角野壽和；作曲：角野壽和、川浦正大；編曲：Rockwell 歌：虹咲學園學園偶像同好會 劇場版完結篇第1章 片尾曲無論在哪裡，你就是你（） 作詞：畑亞貴；作曲、編曲：、米澤森人、藤原彩豊 歌：虹咲學園學園偶像同好會 |

### 插曲

#### 第1期
| CHASE!（第1話） 作詞、作曲：、JOE；編曲：tasuku 歌：優木雪菜（楠木灯） Dream with You（第1話） 作曲、編曲：mitsuyuki miyake、Carlos K. 歌：上原步夢（大西亞玖璃） Poppin' Up!（第2話） 作曲：久保直樹；編曲：繩田壽志 歌：中須霞（相良茉優） DIVE!（第3話） 作曲：MOMIKEN；編曲：tasuku 歌：優木雪菜（楠木灯） 最棒的心（）（第4話） 作曲、編曲：PASSiON KiNG 歌：宮下愛（村上奈津實） La Bella Patria（第5話） 作曲、編曲：齊藤庸介 歌：艾瑪·薇蒂（指出毬亞） | 連接Connect（）（第6話） 作曲：DECO*27；編曲：Police Piccadilly 歌：天王寺璃奈（田中千惠美） Butterfly（第7話） 作曲、編曲：Em.me 歌：近江彼方（鬼頭明里） Solitude Rain（第8話） 作曲：、JOE；編曲：JOE 歌：櫻坂雫（前田佳織里） VIVID WORLD（第9話） 作曲：Luis Ogata；編曲：TeddyLoid 歌：朝香果林（久保田未夢） Awakening Promise（第12話） 作曲、編曲：Keisuke Koyama 歌：上原步夢（大西亞玖璃） 夢想從此啓程（）（第13話） 作曲、編曲：中村步、野口大志 歌：虹咲學園學園偶像同好會 |

#### 第2期
| Eutopia（第1話） 作曲、編曲：*Luna、角野寿和 歌：鐘嵐珠（法元明菜） ENJOY IT！（第3話） 作詞：；作曲：、Carlos K.；編曲： 歌：QU4RTZ Eternal Light（第4話） 作詞、作曲、編曲：Dummy Dog 歌：DiverDiva Infinity! Our wings!!（第6话） 作词：；作曲、编曲：Keisuke Koyama 歌：A・ZU・NA EMOTION（第7話） 作詞、作曲、編曲：tofubeats 歌：三船栞子（小泉萌香） | Queendom（第8話） 作詞、作曲、編曲：BEATNINE 歌：鐘嵐珠（法元明菜） TOKIMEKI Runners（第8话） 作词：畑亚贵；作曲、编曲：矢鸨司（Arte Refact） 歌：虹咲学园学园偶像同好会 stars we chase（第9話） 作詞：Konnie Aoki；作曲、編曲：TeddyLoid 歌：米雅·泰勒（內田秀） Love U my friends（第10话） 作词：Kanata Okajima；作曲：Keisuke Koyama、Shunsuke Harada；编曲：Keisuke Koyama；重编曲：遠藤直樹 歌：虹咲学园学园偶像同好会（12人） Future Parade（第13话） 作曲：Keisuke Koyama、DAICHI；编曲：Keisuke Koyama 歌：虹咲学园学园偶像同好会 |

#### OVA
| Feel Alive 作詞：ERECA作曲：ESME MORI、ERECA；编曲：ESME MORI 歌：R3BIRTH | Go Our Way! 作詞：Sakiel Kiriya、Konnie Aoki作曲、编曲：Giga&TeddyLoid 歌：虹咲学园学园偶像同好会 |

#### 劇場版完結篇第1章
| Rise Up High 作曲、编曲： 歌：櫻坂雫（前田佳織里） Daydream Mermaid 作曲、、；编曲： 歌：近江彼方（鬼頭明里） Cara Tesoro 作曲、编曲：Em.me 歌：艾瑪．薇蒂（指出毬亞） | PHOENIX 作曲、编曲：*Luna、角野壽和 歌：鍾嵐珠（法元明菜） Stellar Stream 作曲、编曲：kz & TeddyLoid； 歌：上原步夢（大西亞玖璃） |

## 各話列表
| 話數  | 日文標題              | 中文標題               | 劇本             | 分鏡               | 演出                 | 作畫監督 | 舞蹈部份           | 舞蹈部份   | 舞蹈部份           | 總作畫監督                                       | 首播日期       |
| 話數  | 日文標題              | 中文標題               | 劇本             | 分鏡               | 演出                 | 作畫監督 | 分鏡               | 演出       | 作畫監督           | 總作畫監督                                       | 首播日期       |
| 第1期 | 第1期                 | 第1期                  | 第1期            | 第1期              | 第1期                | 第1期 | 第1期              | 第1期      | 第1期              | 第1期                                            | 第1期          |
| ----- | --------------------- | ---------------------- | ---------------- | ------------------ | -------------------- | --- | ------------------ | ---------- | ------------------ | ------------------------------------------------ | -------------- |
| 1     |                       | 開始的悸動             | 田中仁           | 河村智之           | 堀內勇冶             | 尾尻進矢、、菅野智之                                                                                            | -                  | -          | 橫田拓己、冨岡寬   | 橫田拓己、冨岡寬、吉岡毅                         | 2020年 10月3日 |
| 2     |                       |                        | 田中仁           | 河原龍太           | 河原龍太             | 水野辰哉、德田夢之介                                                                                            | -                  | -          | 水野辰哉           | 橫田拓己、吉岡寬、渡邊敬介                       | 10月10日       |
| 3     |                       | 喊出超喜歡             | 田中仁           | 長友孝和           | 長友孝和             | 神谷美也子、、吉山隆士                                                                                          | 京極尚彦           | 京極尚彦   | 吉山隆士           | 橫田拓己、冨岡寬、吉岡毅                         | 10月17日       |
| 4     |                       |                        | 田中仁           | 堀部周             | 堀部周               | 市原圭子、鎌田均、冨吉幸希                                                                                      | 堀內勇冶           | 堀內勇冶   | 市原圭子、冨吉幸希 | 横田拓己、渡邊敬介                               | 10月24日       |
| 5     |                       |                        | 伊藤睦美         | 長友孝和           | 横手颯太             | 鐘文山、山内尚樹                                                                                                | 飯沼佑樹           | 堀內勇冶   | 尾尻進矢           | 横田拓己、冨岡寬、渡邊敬介                       | 10月31日       |
| 6     |                       | 笑容的形式             | 田中仁           | 京極尚彥           | 堀內勇冶             | 石川慎亮、加藤明日美、栗原弘明                                                                                  | 京極尚彥           | 京極尚彥   | 栗原弘明           | 橫田拓己、冨岡寬、吉岡毅、渡邊敬介               | 11月7日        |
| 7     |                       | 遥和彼方               | 平林佐和子       | 河原龍太           | 尾上皓紀             | 市原圭子、水野辰哉、伊藤幸、森淳、井元一彰                                                                      | 中山直哉           | 中山直哉   | 中山直哉           | 橫田拓己、吉岡寬、渡邊敬介                       | 11月14日       |
| 8     |                       | 雫的黑与白             | 大內珠帆         | 長友孝和           | 長友孝和             | 菅野智之、北島勇樹、、、吉山隆士                                                                                | 堀內勇冶           | 尾上皓紀   | 尾尻進矢           | 橫田拓己、冨岡寬、吉岡毅、渡邊敬介               | 11月21日       |
| 9     |                       | 是夥伴也是對手         | 田中仁           | 堀內勇冶           | 堀內勇冶             | 井元一彰、、加藤明日美、北島勇樹 、、後藤望、冨吉幸希、吉田雄一                                                 | 京極尚彥           | 堀內勇冶   | 市原圭子           | 橫田拓己、冨岡寬、渡邊敬介                       | 11月28日       |
| 10    |                       | 夏天 開始              | 伊藤睦美         | 遠藤廣隆           | 遠藤廣隆             | 市原圭子、尾尻進矢、神谷美也子、木村文香 北島勇樹、高澤美佳                                                     | -                  | -          | -                  | 橫田拓己、冨岡寬、吉岡毅、渡邊敬介               | 12月5日        |
| 11    |                       |                        | 平林佐和子       |                    |                      | 市原圭子、、尾尻進矢、北島勇樹 木村文香、鐘文山、舘崎大、冨吉幸希、山內尚樹                                     | -                  | -          | -                  | 橫田拓己、冨岡寬、渡邊敬介                       | 12月12日       |
| 12    | 花ひらく想い          |                        | 田中仁           | 遠藤廣隆           | 尾上皓紀、小谷野龍成 | 井元一彰、王悅春、尾尻進矢、加藤明日美 北島勇樹、、、高澤美佳 、鄭泳勳、冨吉幸希                                | 遠藤廣隆           | 遠藤廣隆   | 松元美季           | 橫田拓己、冨岡寬、吉岡毅、渡邊敬介               | 12月19日       |
| 13    |                       | 实现大家梦想的地方     | 田中仁           | 河村智之、堀內勇冶 | 河村智之、堀內勇冶   | 市原圭子、井元一彰、、尾尻進矢 加藤明日美、北島勇樹、木村文香、 、清水文乃、、冨吉幸希                          | 河村智之           | 河村智之   | 佐藤浩一           | 橫田拓己、冨岡寬、渡邊敬介                       | 12月26日       |
| 第2期 |                       |                        |                  |                    |                      | |                    |            |                    |                                                  |                |
| 1     |                       | 嶄新的悸動             | 田中仁           | 河村智之           | 尾上皓紀、河村智之   | 市原圭子、栗原裕明、永山惠、吉田和香子                                                                          | -                  | 堀內勇冶   | 中戶藍李           | 横田拓己、冨岡宽、山本亮友、渡邊敬介             | 2022年 4月2日  |
| 2     |                       | 交疊的色彩             | 田中仁           | 堀內勇冶           | 砂川正和             | 今田茜、佐藤秋子、藤田亚耶乃                                                                                    | -                  | -          | -                  | 横田拓己、山本亮友                               | 4月9日         |
| 3     | sing! song! smile!    | sing! song! smile!     | 田中仁           | 马引圭             | 马引圭               | 市原圭子、尾尻進矢、、龟田朋幸 清水文乃、林央剛、三泽聖矢                                                       | 堀內勇冶           | -          | 久松沙紀           | 横田拓己、小野田将人、渡邊敬介                   | 4月16日        |
| 4     | [ 註 11 ]             | 愛 Love Triangle       | 田中仁、大內珠帆 | 志村宏明           | 堀内勇冶             | 市原圭子、后藤望、永山惠、吉田和香子、QKI                                                                       | 堀內勇冶           | -          | 后藤望             | 橫田拓己、冨冈宽、山本亮友                       | 4月23日        |
| 5     | [ 註 12 ]             | 開幕！夢幻樂園↑↑(*'▽') | 伊藤睦美         | 户泽俊太郎         | 户泽俊太郎           | 尾尻进矢、小野田将人、、斋藤香 林央刚、久松沙纪                                                                 | -                  | -          | -                  | 横田拓己、小野田将人、冨岡宽、山本亮友、渡邊敬介 | 4月30日        |
| 6     |                       | 「最喜歡」的選擇       | 田中仁           | 堀内勇冶           | 横手飒太             | 石井久美、市原圭子、、龟田朋幸 后藤望、永山惠、林央刚、三泽圣矢、吉田雄一                                       | 神谷宣幸、中山直哉 | 户泽俊太郎 | 久松沙紀           | 横田拓己、冨冈宽、山本亮友                       | 5月7日         |
| 7     |                       | 夢想的記憶             | 田中仁、大內珠帆 | 樱井亲良           | 堀内勇冶             | 片桐贵悠、名仓智史、二宫奈那子、小七、汤团 吴耀、王振兴、龙光、鑫月、毛应星                                     | 中谷亚沙美         | 中谷亚沙美 | 後藤望             | 横田拓己、小野田将人、冨岡宽、渡邊敬介           | 5月14日        |
| 8     | [ 註 13 ]             | 彩虹起始的地方         | 田中仁           | 堀内勇冶           | 堀内勇冶             | 尾尻进矢、、龟田朋幸、、清水文乃 永山惠、林央刚、水野辰哉、吉田雄一                                             | 河村智之           | 河村智之   | 佐藤浩一           | 横田拓己、小野田将人、冨冈宽、山本亮友、渡边敬介 | 5月21日        |
| 9     | The Sky I Can't Reach | The Sky I Can't Reach  | 平林佐和子       | 青柳隆平           | 尾上皓紀             | 市原圭子、、清水文乃、泷山祥子 赵晓昕、林央刚、久松沙纪、福冈优、丸山修二 水野辰哉、山村俊了                    | 中山直哉           | 中山直哉   | 中山直哉           | 横田拓己、小野田将人、冨冈宽、山本亮友           | 5月28日        |
| 10    |                       | 小霞霞☆夢幻之旅        | 伊藤睦美         | 志村宏明           | 砂川正和             | 今田茜、佐藤秋子、中岛渚、藤田亚耶乃                                                                            | -                  | -          | -                  | 横田拓己、小野田将人、冨冈宽、渡边敬介           | 6月4日         |
| 11    |                       | 過去・未來・現在       | 大内珠帆、田中仁 | 远藤广隆、樱井亲良 | 江上洁               | 尾尻进矢、龟田朋幸、、、赵晓昕、林央刚                                                                          | -                  | -          | -                  | 横田拓己、小野田将人、冨冈宽、山本亮友、渡边敬介 | 6月11日        |
| 12    |                       | 聲援！                 | 田中仁           | 藤田陽一           | 横手飒太             | 石井久美、、、佐藤浩一 清水文乃、泷山祥子、永山惠、久松沙纪、丸山修二                                           | -                  | -          | -                  | 横田拓己、小野田将人、冨冈宽、山本亮友、渡边敬介 | 6月18日        |
| 13    | [ 註 14 ]             | 響徹雲霄吧！這份悸動   | 田中仁           | 河村智之、堀內勇冶 | 河村智之、堀內勇冶   | 石井久美、尾尻进矢、、龟田朋幸 、后藤望、、柴田淳、清水文乃 永山惠、林央刚、久松沙纪、福冈优 丸山修二、吉田雄一 | 河村智之、中山直哉 | -          | 後藤望、久松沙紀   | 横田拓己、小野田将人、冨冈宽、山本亮友、渡边敬介 | 6月25日        |
| OVA   |                       |                        |                  |                    |                      | |                    |            |                    |                                                  |                |
| -     | Next Sky              | Next Sky               | 田中仁           | 河村智之           | 河村智之             | 市原圭子、いとうまりこ、尾崎正幸、尾尻進矢、粕川みゆき、亀田朋幸、黒田ありさ、宍戸久美子、山澤純玲              | -                  | -          | -                  | 橫田拓己                                         | 2023年6月25日  |

| 虹咲四格 | 虹咲四格 | 虹咲四格                 | 虹咲四格              |
| 話數     | 日文標題 | 中文標題                 | 首播日期              |
| 第1期    | 第1期    | 第1期                    | 第1期                 |
| -------- | -------- | ------------------------ | --------------------- |
| 1        |          | 虹咲學園學園偶像同好會   | 2023年 1月6日         |
| 2        |          | 嵐珠與愛與可愛           | 1月13日               |
| 3        |          | 米雅與步夢與恐怖片       | 1月20日               |
| 4        |          | 果林與栞子與將來         | 1月27日               |
| 5        |          | 艾瑪與米雅與歌聲         | 2月3日                |
| 6        |          | 小璃奈 RunRuns           | 2月10日               |
| 7        |          | 嵐珠與鬼牌               | 2月17日               |
| 8        |          | 彼方與雫與妹妹           | 2月24日               |
| 9        |          | 妹王決定戰               | 3月3日                |
| 10       |          | 霞與雪菜與整人企畫       | 3月10日               |
| 11       |          | 侑與兒時玩伴             | 3月17日               |
| 12       |          | 鋼琴與學園偶像           | 3月24日               |
| 13       |          | 侑與同好會1              | 2024年 5月31日        |
| 14       |          | 侑與同好會2              | 2024年 5月31日        |
| 15       |          | 侑與同好會3              | 2024年 5月31日        |
| 第2期    |          |                          |                       |
| 1        |          | 同好會與Victory Road     | 2024年 4月5日         |
| 2        |          | 步夢與菜菜與起點         | 4月12日               |
| 3        |          | 同好會與半平             | 4月19日               |
| 4        |          | 栞子與愛與放學後         | 4月26日               |
| 5        |          | 霞與果林與作戰           | 5月3日                |
| 6        |          | 同好會與Victory Road 其2 | 5月10日               |
| 7        |          | 雫與嵐珠與可麗餅         | 5月17日               |
| 8        |          | 彼方與打工               | 5月24日               |
| 9        |          | 璃奈與艾瑪與溝通         | 5月31日               |
| 10       |          | 米雅與侑與學園音樂會     | 6月7日                |
| 11       |          | 同好會與Victory Road 其3 | 6月14日               |
| 12       |          | 是夥伴也是勁敵           | 6月21日               |
| 13       |          | 姐王決定戰               | 未播放 （BD特典內容） |
| 14       |          | 同好會與便當             | 未播放 （BD特典內容） |
| 15       |          | 同好會與遊戲中心         | 未播放 （BD特典內容） |

## 播放電視台
日本深夜動畫：下文記載的日本国内播放時間使用日本標準時間（UTC+9）表示。因為部分時間标识會採用30小时制，因此請留意这类超过24:00的时间，其實際播放時間為翌日清晨。
| 播放地區 | 播放平台       | 播放日期                | 播放時間（UTC+9）         | 所屬聯播網   | 備註                      |
| -------- | -------------- | ----------------------- | ------------------------- | ------------ | ------------------------- |
| 第1期    |                |                         |                           |              |                           |
| 東京都   | TOKYO MX1      | 2020年10月3日－12月26日 | 星期六 22時30分－23時00分 | 獨立UHF局    | 有重播                    |
| 京都府   | KBS京都        | 2020年10月3日－12月26日 | 星期六 23時30分－24時00分 | 獨立UHF局    |                           |
| 兵庫縣   | SUN電視臺      | 2020年10月3日－12月26日 | 星期六 23時30分－24時00分 | 獨立UHF局    |                           |
| 日本全國 | BS11           | 2020年10月5日－12月28日 | 星期日 24時30分－25時00分 | 衞星電視     | BS放送/「ANIME+」節目時段 |
| 北海道   | TV北海道       | 2020年10月7日－12月30日 | 星期二 25時35分－26時05分 | 東京電視網   |                           |
| 愛知縣   | 愛知電視臺     | 2020年10月7日－12月30日 | 星期二 25時35分－26時05分 | 東京電視網   |                           |
| 靜岡縣   | 靜岡朝日電視臺 | 2020年10月7日－12月30日 | 星期二 25時59分－26時29分 | 全日本新聞網 |                           |
| 福岡縣   | TVQ九州放送    | 2020年10月7日－12月30日 | 星期二 26時35分－27時05分 | 東京電視網   |                           |
| 日本全國 | NHK教育頻道    | 2021年4月11日－7月4日   | 星期日 19時00分－19時25分 |              |                           |
| 第2期    |                |                         |                           |              |                           |
| 东京都   | TOKYO MX1      | 2022年4月2日－6月25日   | 星期六 22时00分－22时30分 | 独立UHF局    |                           |
| 日本全国 | BS11           | 2022年4月2日－6月25日   | 星期六 22时00分－22时30分 | 卫星电视     |                           |
| 兵庫縣   | SUN電視臺      | 2022年4月2日－6月25日   | 星期六 22时30分－23时00分 | 独立UHF局    |                           |
| 京都府   | KBS京都        | 2022年4月2日－6月25日   | 星期六 23时00分－23时30分 | 独立UHF局    |                           |
| 北海道   | TV北海道       | 2022年4月4日－6月27日   | 星期一 25时30分－26时00分 | 東京電視網   |                           |
| 愛知縣   | 愛知電視臺     | 2022年4月4日－6月27日   | 星期一 25时30分－26时00分 | 東京電視網   |                           |
| 福岡縣   | TVQ九州放送    | 2022年4月4日－6月27日   | 星期一 26时00分－26时30分 | 東京電視網   |                           |
| 靜岡縣   | 靜岡朝日電視臺 | 2022年4月5日－6月28日   | 星期二 25时55分－26时25分 | 全日本新聞網 |                           |

| 播放地區 | 播放平台     | 播放日期              | 播放時間                               | 所屬聯播網 | 備註                                   |
| -------- | ------------ | --------------------- | -------------------------------------- | ---------- | -------------------------------------- |
| 第1期    |              |                       |                                        |            |                                        |
| 臺灣     | i-Fun動漫台  | 2021年1月10日－4月4日 | 星期日 11時30分－12時00分 整點重播前集 | 網路電視   | 中華電信MOD限定，有重播 2月7日意外停播 |
| 马来西亚 | 八度空间 8tv |                       |                                        | 地面电视   | 即将登场                               |
| 马来西亚 | ntv7         |                       |                                        | 地面电视   | 即将登场                               |
| 第2期    |              |                       |                                        |            |                                        |
| 马来西亚 | 八度空间 8tv |                       |                                        | 地面电视   | 即将登场                               |
| 马来西亚 | ntv7         |                       |                                        | 地面电视   | 即将登场                               |

## BD/DVD
| 卷數          | 發售日         | 收錄話數                           | 規格編號  |
| 第1期         | 第1期          | 第1期                              | 第1期     |
| ------------- | -------------- | ---------------------------------- | --------- |
| 1             | 2020年12月24日 | 第1話                              | BCXA-1590 |
| 2             | 2021年1月27日  | 第2話－第3話                       | BCXA-1591 |
| 3             | 2021年2月25日  | 第4話－第5話                       | BCXA-1592 |
| 4             | 2021年3月26日  | 第6話－第7話                       | BCXA-1593 |
| 5             | 2021年4月27日  | 第8話－第9話                       | BCXA-1594 |
| 6             | 2021年5月26日  | 第10話－第11話                     | BCXA-1595 |
| 7             | 2021年6月25日  | 第12話－第13話                     | BCXA-1596 |
| 第2期         |                |                                    |           |
| 1             | 2022年6月24日  | 第1話                              | BCXA-1749 |
| 2             | 2022年7月27日  | 第2話－第3話                       | BCXA-1750 |
| 3             | 2022年8月26日  | 第4話－第5話                       | BCXA-1751 |
| 4             | 2022年9月28日  | 第6話－第7話                       | BCXA-1752 |
| 5             | 2022年10月28日 | 第8話－第9話                       | BCXA-1753 |
| 6             | 2022年11月25日 | 第10話－第11話                     | BCXA-1754 |
| 7             | 2022年12月23日 | 第12話－第13話                     | BCXA-1755 |
| 虹咲四格第1期 |                |                                    |           |
| -             | 2023年3月29日  | 第1話－第12話、新作第13話 - 第15話 | BCXA-1840 |
| 虹咲四格第2期 |                |                                    |           |
| -             | 2024年6月26日  | 第1話－第12話、新作第13話 - 第15話 | BCXA-1924 |
| OVA           |                |                                    |           |
| -             | 2023年8月30日  | -                                  | BCXA-1854 |

## 外部連結
- Love Live! 虹咲學園學園偶像同好會官方網站 （页面存档备份，存于）（日語）
- Love Live!系列的X（前Twitter）